# Relaks
Relaks, odprężenie, odpoczynek, – stan fizycznego i psychicznego odprężenia. Może być osiągany w procesie relaksacji.
Stan relaksu charakteryzuje się zmniejszeniem napięcia mięśniowego (tonusu), tempa pracy serca i ciśnienia krwi, spowolnieniem oddechu. W stanie relaksu zmienia się aktywność elektryczna mózgu – pojawia się rytm fal alfa.
Najstarsze użycie tego określenia odnotowano na początku XX w. w apelu kaznodziejki o konieczności skierowania ku sobie dyscypliny mającej powstrzymać tzw. rozpraszanie się w codziennej aktywności, które prowadzi do tzw. zagubienia się.

## Znaczenie słownikowe
W słownikach powszechnych wymieniane są wybiórczo następujące znaczenia, jako:
- odprężenie
- odprężenie psychofizyczne
- rozładowanie napięcia nerwowego
- ulga
- rozluźnienie mięśni (Jacobson, lata 30. XX w., USA), zobacz trening relaksacyjny Jacobsona)
- przyjęcie wygodnej pozycji (Schultz, lata 60. XX w., Niemcy), zobacz trening autogenny Schultza
- brak aktywności umysłowej – przy zaniku dociekliwości umysłowej (Benson, lata 70. XX w., USA).

## Etymologia
Wyraz ten pochodzi od łacińskiego laxo, laxus oznaczających ‘rozciągać’ ‘rozwolniony’. Człon  re- (powtórzenie czynności, wykonanie czegoś na nowo) wskazuje na wtórne pojawienie się  pojęcia ‘relaks’. Później więc, w użyciu było relaxo oznaczające m.in.: ‘rozluźniać co ścieśnionego’, ‘rozwiązać więzy’, ‘ulżyć’, ‘odpocząć’, ‘przerwać smutek’.
Pojęcia "relaks" i "relaksacja" używane są niekiedy zamiennie.